# Андреевское (Калининский район)
Андреевское — деревня в Калининском районе Тверской области. Относится к Заволжскому сельскому поселению. 

## География
Деревня расположена близ левого берега Волги в 34 км на юго-запад от центра поселения посёлка Заволжский и в 44 км на юго-запад от Твери.

## История
В 1895 году в селе была построена каменная Богородицерождественская церковь, метрические книги с 1780 года.
В конце XIX — начале XX века село входило в состав Кумординской волости Тверского уезда Тверской губернии. 
С 1929 года деревня входила в состав Избрижского сельсовета Тверского района Тверского округа Московской области, с 1935 года — в составе Медновского района Калининской области, с 1956 года — в составе Калининского района, с 1994 года — в составе Большеборковского сельского округа, с 2005 года — в составе Заволжского сельского поселения.

## Население
| 1859 | 1886 | 2002 | 2010 |
| ---- | ---- | ---- | ---- |
| 267  | ↘249 | ↘68  | ↘41  |